# Charles F. Hockett
Charles Francis Hockett (ur. 17 stycznia 1916 w Columbus, zm. 3 listopada 2000 w Ithace) – amerykański językoznawca.
Położył zasługi na polu strukturalizmu.

## Wybrana twórczość
- 1939: „Potowatomi Syntax”, Language 15: 235–248.
- 1942: „A System of Descriptive Phonology”, Language 18: 3-21.
- 1944: Spoken Chinese; Basic Course. With C. Fang. Holt, New York.
- 1947: „Peiping phonology”, in: Journal of the American Oriental Society, 67, s. 253–267. [= Martin Joos (ed.), Readings in Linguistics, vol. I, 4th edition. Chicago and London 1966, s. 217–228].
- 1947: „Problems of morphemic analysis”, in: Language, 24, s. 414–41. [= Readings in Linguistics, vol. I, s. 229–242].
- 1948: „Biophysics, linguistics, and the unity of science”, in: American Scientist, 36, s. 558–572.
- 1950: „Peiping morphophonemics”, in: Language, 26, s. 63–85. [= Readings in Linguistics, vol. I, s. 315–328].
- 1954: „Two models of grammatical description”, in: Word, 10, s. 210–234. [= Readings in Linguistics, vol. I, s. 386–399].
- 1955: A Manual of Phonology. Indiana University Publications in Anthropology and Linguistics 11.
- 1958: A Course in Modern Linguistics. The Macmillan Company: New York.
- 1960: „The Origin of Speech”. in: Scientific American, 203, s. 89–97.
- 1961: „Linguistic Elements and Their Relation” in: Language, 37: 29–53.
- 1967: The State of the Art. The Haag: Mouton
- 1973: Man’s Place in Nature. New York: McGraw-Hill.
- 1977: The View From Language. Athens: The University of Georgia Press.
- 1987: Refurbishing Our Foundations. Amsterdam: John Benjamins.